# Protaphis alhagii
Protaphis alhagii är en insektsart. Protaphis alhagii ingår i släktet Protaphis och familjen långrörsbladlöss. Inga underarter finns listade i Catalogue of Life.